# Cancer Treatment Reviews
Cancer Treatment Reviews is een internationaal, aan collegiale toetsing onderworpen wetenschappelijk tijdschrift op het gebied van de oncologie. De naam wordt in literatuurverwijzingen meestal afgekort tot Canc. Treat. Rev. Het wordt uitgegeven door Elsevier en verschijnt 6 keer per jaar.